# Baltimore Colts 1963
La stagione 1963 dei Baltimore Colts è stata la 11ª della franchigia nella National Football League. L'annata si chiuse con un record di 8 vittorie e 6 sconfitte al terzo posto della Western Conference.

## Roster
| Roster dei Baltimore Colts nel 1963 |
| --- |
| Quarterback - 15 Gary Cuozzo - 19 Johnny Unitas Running Back - 45 Jerry Hill - 41 Tom Matte - 24 Lenny Moore Wide Receiver - 82 Raymond Berry - 25 Alex Hawkins - 28 Jimmy Orr - 87 Willie Richardson Tight End - 88 John Mackey - 86 Butch Wilson Offensive Linemen - 77 Jim Parker T - 71 Dan Sullivan G - 52 Dick Szymanski C - 72 Bob Vogel T Defensive Linemen - 81 Ordell Braase DE - 89 Gino Marchetti DE - 76 Fred Miller DT - 74 Billy Ray Smith Sr. DT - 78 John Diehl DT Linebacker - 55 Jackie Burkett - 50 Bill Saul - 66 Don Shinnick Defensive Back - 40 Bobby Boyd CB - 20 Jerry Logan S - 43 Lenny Lyles CB - 80 Andy Nelson S - 46 Jim Welch S Special Team |
| Legenda - I rookie sono in corsivo. - Il primo ruolo è il principale mentre gli eventuali successivi indicano i ruoli secondari. - (IR) sta per Injured Reserve ed indica la lista ristretta per un solo giocatore infortunato che può tornare ad allenarsi dopo la settimana 6 e a rientrare in prima squadra dopo che questa ha giocato 8 partite. - (NF-Inj.) / (NF-Ill.) stanno rispettivamente per Non-Football Injured e Non-Football Illness ed indicano le liste dove viene inserito un giocatore che ha un infortunio o una malattia non dipendente dal football americano. - (PUP) sta per Physically Unable to Perform ed indica la lista dove viene inserito un giocatore mentre è in attesa di recuperare la condizione fisica. Nella stagione regolare dopo la sesta partita giocata dalla propria squadra, il giocatore ha tempo tre settimane per riprendere ad allenarsi, più tre settimane aggiuntive dal suo rientro agli allenamenti per rientrare in prima squadra. |

## Calendario
| Stagione regolare |                   |                        |           |        |                               |          |
| Turno             | Data              | Avversario             | Risultato | Record | Stadio                        | Pubblico |
| 1                 | 15 settembre 1963 | New York Giants        | S 28–37   | 0–1    | Memorial Stadium              | 60,029   |
| 2                 | 22 settembre 1963 | at San Francisco 49ers | V 20–14   | 1–1    | Kezar Stadium                 | 31,006   |
| 3                 | 29 settembre 1963 | at Green Bay Packers   | S 20–31   | 1–2    | Lambeau Field                 | 42,327   |
| 4                 | 6 ottobre 1963    | at Chicago Bears       | S 3–10    | 1–3    | Wrigley Field                 | 48,998   |
| 5                 | 13 ottobre 1963   | San Francisco 49ers    | V 20–3    | 2–3    | Memorial Stadium              | 56,962   |
| 6                 | 20 ottobre 1963   | at Detroit Lions       | V 25–21   | 3–3    | Tiger Stadium                 | 51,901   |
| 7                 | 27 ottobre 1963   | Green Bay Packers      | S 20–34   | 3–4    | Memorial Stadium              | 60,065   |
| 8                 | 3 novembre 1963   | Chicago Bears          | S 7–17    | 3–5    | Memorial Stadium              | 60,065   |
| 9                 | 10 novembre 1963  | Detroit Lions          | V 24–21   | 4–5    | Memorial Stadium              | 59,758   |
| 10                | 17 novembre 1963  | at Minnesota Vikings   | V 37–34   | 5–5    | Metropolitan Stadium          | 33,136   |
| 11                | 24 novembre 1963  | at Los Angeles Rams    | S 16–17   | 5–6    | Los Angeles Memorial Coliseum | 48,555   |
| 12                | 1º dicembre 1963  | at Washington Redskins | V 36–20   | 6–6    | RFK Stadium                   | 44,006   |
| 13                | 8 dicembre 1963   | Minnesota Vikings      | V 41–10   | 7–6    | Memorial Stadium              | 54,122   |
| 14                | 15 dicembre 1963  | Los Angeles Rams       | V 19–16   | 8–6    | Memorial Stadium              | 52,834   |

## Classifiche
| NFL Western Conference |    |    |   |      |        |     |     |     |
|                        | V  | S  | P | %    | CONF   | PF  | PS  | STR |
| Chicago Bears          | 11 | 1  | 2 | .917 | 10–1–1 | 301 | 144 | V2  |
| Green Bay Packers      | 11 | 2  | 1 | .846 | 9–2–1  | 369 | 206 | V2  |
| Baltimore Colts        | 8  | 6  | 0 | .571 | 7–5    | 316 | 285 | V3  |
| Detroit Lions          | 5  | 8  | 1 | .385 | 4–7–1  | 326 | 265 | S1  |
| Minnesota Vikings      | 5  | 8  | 1 | .385 | 4–7–1  | 309 | 390 | V1  |
| Los Angeles Rams       | 5  | 9  | 0 | .357 | 5–7    | 210 | 350 | S2  |
| San Francisco 49ers    | 2  | 12 | 0 | .143 | 1–11   | 198 | 391 | S5  |

Nota: I pareggi non venivano conteggiati ai fini della classifica fino al 1972.